# Рыхлик, Чарльз Вацлав
Чарльз Вацлав Рыхлик (англ. Charles Vaclav Rychlik; 26 июня 1875, Кливленд — 6 декабря 1962, Кливленд) — американский скрипач и композитор чешского происхождения.
В 14 лет стал самым юным членом Кливлендского союза музыкантов. Учился в Пражской консерватории (окончил в 1895 г.). В 1897—1901 гг. скрипач Чикагского симфонического оркестра. С 1901 г. снова в Кливленде, играл в Кливлендском большом оркестре, был второй скрипкой в Филармоническом квартете (1908—1928). Преподавал частным образом (учениками Рыхлика, в частности, были Ф. Карл Гроссман и Эрно Валасек); 40 его учеников в дальнейшем играли в Кливлендском оркестре. На протяжении 20 лет работал над составившей 25 выпусков «Энциклопедией скрипичной техники» (англ. Encyclopedia of Violin Technique).